# Indexmiete
Die Indexmiete ist eine variable, von der Inflationsrate abhängige Immobiliarmiete (Wohnung, Gewerberaum). Für Mietverhältnisse über Wohnraum ist sie geregelt in § 557b BGB.
Bei der Indexmiete handelt es sich um eine Wertsicherungsklausel, denn der Mietpreis ist nicht dauerhaft auf einen festen Wert bestimmt, sondern wird, ausgehend von einer Basismiete, nach von beiden Vertragsparteien nachvollziehbaren Parametern an einen Preisindex gekoppelt (→ Indexierung (Wirtschaft)).
Für die wirksame Vereinbarung einer Indexmiete bei Wohnraum ist es Voraussetzung, dass
- die Bezugsgrundlage der vom Statistischen Bundesamt herausgegebene Verbraucherpreisindex für Deutschland (VPI) ist (Bezeichnung im Gesetz: „Preisindex für die Lebenshaltung aller privaten Haushalte in Deutschland“),
- die Miete jeweils für ein Jahr unverändert bleibt,
- die Mieterhöhung jeweils zumindest in Textform geltend gemacht wird (§ 557b Absatz 3 Satz 1 BGB),
- die Berechnung der neuen Mietforderung offengelegt wird,
- eine Erhöhung wegen Modernisierung nur auf diejenigen Fälle beschränkt ist, in denen der Vermieter durch gesetzliche oder behördliche Auflagen zur Modernisierung veranlasst wurde (z. B. zur Einhaltung von Abgaswerten)
- weitere Mieterhöhungen bis zur Höhe der ortsüblichen Vergleichsmiete nach § 558 BGB ausgeschlossen sind.

Anders als für Mieterhöhungen nach § 558 BGB vorgesehen, ist bei der Indexmiete für Wohnräume keine Einverständniserklärung durch den Mieter für die Höhe der berechneten Erhöhung erforderlich. Die Zulässigkeit kann im Rahmen einer Leistungsklage festgestellt werden. Die neue angepasste Miete wird ab dem übernächsten Monat nach dem Zugang der Anpassungserklärung fällig. Bei Gewerberäumen sind andere Bezugsgrößen und kürzere Anpassungsfristen unter Vorbehalt zulässig. Maßstab ist, dass es sich nicht um einen einseitigen Nachteil zu Lasten des Mieters handelt. Die Indexmiete schließt Erhöhungen aus anderen Gründen allerdings aus. Vermieter können beispielsweise nach einer Modernisierung keine zusätzliche Mieterhöhung verlangen.
Bei Gewerberaummietverhältnissen ist das Verbot in § 1 PrKG zu beachten.
Eine variable Miete mit vertraglich festgelegter Steigerung (z. B. 50 € Steigerung pro Jahr) ist keine Index-, sondern eine Staffelmiete.
Im Vergleich mit der sonst für Wohnraum vorgesehenen Begrenzung einer Mieterhöhung bis zur ortsüblichen Vergleichsmiete nach § 558 BGB stellt sich die Frage, wie sich die Lebenshaltungskosten oder eine andere Bezugsgröße im Verhältnis zur ortsüblichen Vergleichsmiete entwickeln. Diese Abweichung ist im Rahmen der Wertermittlung zu berücksichtigen, da Indexmieten, als besonders langfristig angelegt, zu deutlichen Abweichungen zwischen Lebenshaltungskosten und damit der Miete von der ortsüblichen Vergleichsmiete führen könnten. Bis Anfang der 2020er-Jahre waren Indexmietverträge für Mieter jedoch häufig günstiger, da die Mietpreise überproportional gewachsen sind. Erst bei einer hohen Inflationsrate oder sehr niedrigen Mietpreissteigerungen gehen diese Verträge zulasten der Mieter. Die Anzahl der Indexmietverräge ist in Deutschland mit unter 10 Prozent eher zu vernachlässigen.
Im Regelfall dürfte eine Indexmiete (z. B. durch den Einfluss der besonders schnell steigenden Energiekosten) über der Mietpreisentwicklung liegen, die jedoch Maßstab für den langfristigen Wert einer Immobilie ist. Bei Anwendung eines Ertragswertverfahrens kann mit Rücksicht auf die mögliche Mieterfluktuation eine Minderung angemessen sein. Alternativ ist zu erwägen, von vornherein eine Mietanpassung mit Bezug auf die ortsübliche Vergleichsmiete zu vereinbaren.

## Position des Mieterbundes
Da der Vermieter bei Indexmietverträgen die Miete abhängig von der Inflationsrate erhöhen kann, können bei den hohen Indexentwicklungen der Jahre 2022 und 2023 extreme Mietsteigerungen zustande kommen. Der Deutsche Mieterbund fordert daher eine Abschaffung der Indexmieten.